# Martha Soukup
Martha Clare Soukup (* 20. Juli 1959 in Aurora, Illinois) ist eine US-amerikanische Science-Fiction-Schriftstellerin und Dramatikerin in der aufstrebenden Dramatiker-Gruppe Monday Night PlayGround. 2003 wurde sie dort mit dem  jährlich vergebenen June-Anne-Baker-Preis ausgezeichnet. Der Kurzfilm Override von Regisseur Danny Glover aus dem Jahr 1994 basiert auf ihrer Kurzgeschichte Over the Long Haul.

## Biografie
Soukup nahm 1985 gemeinsam mit Robert J. Howe, Geoffrey A. Landis, Kristine Kathryn Rusch, William Shunn und Mary Turzillo am Clarion Workshop teil. Aktuell lebt sie in San Francisco in Kalifornien.

## Auszeichnungen und Nominierungen
- 1991: Nominiert, Hugo Award für Over the Long Haul als bester Kurzroman
- 1991: Nominiert, Nebula Award für Over the Long Haul als bester Kurzroman
- 1992: Nominiert, Hugo Award für Dog's Life als beste Kurzgeschichte
- 1992: Nominiert, Nebula Award für Dog's Life als beste Kurzgeschichte
- 1993: Nominiert, World Fantasy Award für The Arbitrary Placement of Walls als beste Kurzgeschichte
- 1993: Nominiert, Hugo Award für The Arbitrary Placement of Walls als beste Kurzgeschichte
- 1993: Nominiert, Nebula Award für The Arbitrary Placement of Walls als beste Kurzgeschichte
- 1994: Nominiert, Nebula Award für Things Not Seen als bester Kurzroman
- 1994: Nominiert, Hugo Award für The Story So Far als beste Kurzgeschichte
- 1995: Gewinner, Nebula Award für A Defense of the Social Contracts als beste Kurzgeschichte

## Werke

### Storysammlungen
- Rosemary's Brain: And Other Tales of Wonder, 1992
- Arbitrary Placement of Walls, 1997

### Kurzgeschichten
- Dress Rehearsal, 1986
- Frenchmen and Plumbers, 1987
- Living in the Jungle, 1987
- Meister aller Klassen, 1989, Master of the Game, 1987
- Having Keith, 1988
- The Big Wish, 1988
- Fine or Superfine, 1989
- Dreams of Sawn Ivory, 1989
- Scheinwerfer, 1991, Floodlights, 1989
- Fuzz, 1990
- Over the Long Haul, 1990
- Dog's Life, 1991
- Ties, 1991
- Mit seinen eigenen Händen, 1991, With His Own Two Hands, 1991
- Rosemary's Brain, 1992
- Plowshare, 1992
- Die gespenstische Willkür der Wohnhausarchitektur, 1994, The Arbitrary Placement of Walls, 1992
- Last Wish, 1992
- Things Not Seen, 1992
- Absent Friends, 1993
- The Story So Far, 1993
- A Defense of the Social Contracts, 1993
- The Spinner, 1994
- Good Girl, Bad Dog, 1994
- Jones and the Stray, 1995
- Sweet Bells Jangled, 1995
- Alita in the Air, 1996
- Fetish, 1996
- To Destroy Rats, 1996
- Waking Beauty, 1996
- The Instrument, 1997
- The House of Expectations, 1998